# Felix Reichmann
Felix Reichmann (geboren 14. September 1899 in Wien, Österreich-Ungarn; gestorben 24. Juli 1987 in Ithaca, N.Y.) war ein österreichisch-amerikanischer Bibliothekar, Kunsthistoriker, Buchhändler und Museumskurator.

## Leben
Felix Reichmann war der Sohn des jüdischen Buchhändlers und Antiquars Alois Reichmann (1868–1936) und seiner Frau Emilie Reichmann, geborene Löwe (1871–1950). Er besuchte das K. k. Elisabeth-Gymnasium Wien-Margareten (heute Rainergymnasium), unterbrochen von einem Einsatz im Ersten Weltkrieg von März 1917 bis Dezember 1918. Das Studium der Kunstgeschichte an der Universität Wien schloss Reichmann 1923 ab und wurde mit der Arbeit Die gotische Wandmalerei in Niederösterreich zum Dr. phil. promoviert. Danach arbeitete er in Frankfurt am Main, Paris, London und Florenz als Buchhändler. 1926 übernahm er die Buchhandlung des Vaters in Wien-Wieden. 1933 wurde Lilly Dörfler (1907–1997) seine Ehefrau, das Paar hatte eine Tochter. Nach dem „Anschluss Österreichs“ 1938 wurde sein Geschäft arisiert, Reichmann selbst wurde von März 1938 bis Februar 1939 zuerst im KZ Dachau und darauf im KZ Buchenwald inhaftiert. Durch hartnäckige Anstrengungen seiner Frau und verschiedener internationaler Kollegen gelang 1939 seine Freilassung. Die Familie konnte dann in die USA emigrieren; Reichmanns Mutter und Schwester gelang die Flucht nach England. 
In den USA wurde Reichmann Kurator des Landis Valley Museum in Pennsylvania. Ab 1940 studierte er in Chicago Bibliothekswissenschaft und wurde anschließend Bibliothekar an der Carl Schurz Foundation in Philadelphia. 1942 wurde er im Office of Strategic Services tätig und erhielt 1944 die amerikanische Staatsbürgerschaft.
Nach Kriegsende war Reichmann in Württemberg-Baden für die Militärregierung der Vereinigten Staaten als Leiter der Kontrolle für Druckwerke (Chief of the Publications Control Branch) in der Amerikanischen Besatzungszone tätig und arbeitete am Wiederaufbau des deutschen Buchhandels mit. Seine Buchhandlung in Wien wurde 1951 restituiert, Reichmann übereignete sie jedoch bald darauf seinem ehemaligen Mitarbeiter Hans Edelmann, der ebenfalls hatte emigrieren müssen; sie bestand bis zum Jahr 2010.
1947 wurde er Bibliothekar an der Cornell University in Ithaca, NY. In dieser Funktion lehrte er auch und baute bedeutende Sammlungen der Universitätsbibliothek auf. 1965 wurde er zum Professor für Bibliografie ernannt, 1970 emeritierte er.

## Schriften (Auswahl)
- Gotische Wandmalerei in Niederösterreich. Amalthea Verlag, Zürich/Wien 1925 (= Wiener Studien zur Kunstgeschichte. Band 1).
- The Book trade at the time of the Roman Empire. In: Library Quarterly. Jg. 8, 1938, Heft 1, S. 40–76.
- Christopher Sower sr, 1694-1758, Printer in Germantown. Carl Schurz Memorial Foundation, Philadelphia 1943 (= Bibliographies on German American History. Band 2).
- The Reorganization of the book trade in Germany. In: Library Quarterly Jg. 17, 1947, Heft 3, S. 185–200.
- Sugar, gold and coffee. Essays on the history of Brazil. The Francis Hull Library of Braziliana. Cornell University Library, Ithaca, NY, 1959.
- Mit Josephine Tharpe, Henriette Avram und anderen: Bibliographic Control of Microforms. Greenwood Press, Westport, CT, 1972.
- The Sources of Western literacy. The Middle Eastern civilizations. Greenwood Press,  Westport, CT, 1980 (= Contributions in Librarianship and Information Science. Band 29).